# Jesus Lifehouse International Church
Jesus Lifehouse International Church – protestancki kościół typu zielonoświątkowego działający w Australii, Japonii, Hongkongu i Indonezji, stowarzyszony  z Australijskimi Kościołami Chrześcijańskimi. Kościół rozpoczął działalność w 2002 roku. W jego nabożeństwach uczestniczy około 1800 osób (w całej Japonii). Kościół obecnie posiada zbory w Japonii w miastach: Tokio, Jokohama, Osaka, Sapporo, Nagoja.
W 2017 roku został uruchomiony pierwszy zbór tego kościoła w Polsce w mieście Poznań. 